# 24 Hour Sunset
Pour plus de détails, voir Fiche technique et Distribution.
24 Hour Sunset est un film documentaire réalisé par Édouard de Luze et Charles Derenne, diffusé en France par Canal+. Tourné en pellicule 16 mm, il propose une immersion dans la scène artistique de Los Angeles à travers une série de rencontres et portraits d’artistes.

## Synopsis
Le film suit une période de 24 heures dans la vie artistique de Los Angeles. Il commence et se termine à l'aube sur Sunset boulevard et dépeint un parcours à travers divers lieux et événements : ateliers d’artistes, musées, vernissages, espaces urbains, et rencontres fortuites. Parmi les séquences marquantes figurent la dernière apparition dans un film de Kenneth Anger, le vernissage d’Ariana Papademetropoulos, une visite de casse automobile avec Umar Rashid, la découverte de la collection privée d’Eugenio Lopez sur les collines d’Hollywood, une partie de basket à Venice Beach, ainsi que des entretiens avec des figures telles que Paul McCarthy, Peter Shire, Henry Taylor (artist), Jeffrey Deitch et Raymond Pettibon.

## Distribution
Le film rassemble des artistes et personnalités emblématiques de la scène artistique de Los Angeles, notamment : Kenneth Anger, Paul McCarthy, Raymond Pettibon, Louise Bonnet, Henry Taylor, Jill Mulleady, Ariana Papademetropoulos, Peter Shire, Jeffrey Deitch, Paz Lenchantin, Mr. Wash et Signe Pierce. La narration est assurée par l’acteur Joe Dallesandro.

## Production
Le film est produit par Édouard de Luze et Paul Samazeuilh (TAKT), avec Douglas Gordon comme producteur associé. Tourné intégralement en pellicule 16 mm, il adopte une esthétique analogique et un montage non linéaire. L’artiste Douglas Gordon a également créé une œuvre en néon intitulée 24 Hour Sunset, vendue aux enchères pour 170 000 CHF lors du Summer Night’s Gala Benefit Auction de la Fondation Beyeler en 2022.

## Présentations et expositions
- Première présentation au Summer Night’s Gala Benefit Auction de la Fondation Beyeler, Bâle (2022).
- Projection dans le cadre de CinemArt à Gstaad, organisé par les galeries Hauser & Wirth (2022–2023)[4].
- Installation immersive et multi-écrans à la Fondation Lafayette Anticipations (Paris) pendant Paris+ (2023)[5].
- Présentation à la galerie Wonzimer (Los Angeles)[6].
- Projection d’extraits sur un écran géant à Los Angeles pendant la foire d’art contemporain Frieze, en collaboration avec Grand Army et Standard Vision[7].

## Diffusion
Le film a été diffusé en France sur Canal+ Docs à partir du 5 janvier 2024 et est disponible à l’international sur Apple TV / iTunes.

## Sélections
- Sélection officielle du Saint Moritz Art Film Festival (SMAFF).
- Sélection au catalogue du Festival International du Film sur l’Art (Le FIFA), Montréal (2024)[10].

## Réception
Le travail graphique et le générique réalisés par Grand Army ont été remarqués par la presse spécialisée en design et arts visuels.